# Alessandria Unione Sportiva 1926-1927
Questa pagina raccoglie i dati riguardanti l'Alessandria Unione Sportiva nelle competizioni ufficiali della stagione 1926-1927.

## Stagione
Nella stagione 1926-1927 il nuovo campionato si chiama Divisione Nazionale con due gironi, l'Alessandria riesce a prendersi l'ultimo posto per parteciparvi. Poi disputa il girone B, raccogliendo 21 punti con il quarto posto finale, il primo che esclude dal girone finale, che assegna il titolo tricolore. Infatti le prime tre dei due gironi, si sono battute per ottenere lo scudetto, che è stato vinto dal Torino. I "Grigi" allenati da Carlo Carcano prima ottengono la qualificazione alla massima categoria e poi disputano un sontuoso torneo. Miglior marcatore dell'Alessandria in campionato è stato Giovanni Ferrari che firma 11 reti, rientrato dal prestito all'Internapoli. Ma gran protagonista di stagione risulta Renato Cattaneo che realizza 10 reti in campionato, 5 reti nelle qualificazioni al campionato, e 14 reti nella Coppa Coni. Infatti l'Alessandria in questa stagione vince la prima Edizione della Coppa CONI, battendo in finali i cugini del Casale.

## Organigramma societario
Area direttiva
- Presidente: Giovanni Ronza
- Presidenti onorari: Buronzo e Mario Ferretti
- Vicepresidente: Pietro Guerci
- Consiglieri: Achille Bucciotti, Gioacchino Garavelli, A. Rigoni, Ugo Benzi e Amilcare Savojardo
- Cassiere: Antonio Massobrio

Area tecnica
- Direttore tecnico: Amilcare Savojardo
- Allenatore: Carlo Carcano

Area sanitaria
- Massaggiatore: Domenico Assandro

## Rosa
| N. |                   | Ruolo | Calciatore       |
| -- | ----------------- | ----- | ---------------- |
|    | Italia (bandiera) | P     | Mario Curti      |
|    | Italia (bandiera) | P     | Clemente Morando |
|    | Italia (bandiera) | D     | Felice Costa     |
|    | Italia (bandiera) | D     | Armando Lauro    |
|    | Italia (bandiera) | D     | Andrea Viviano   |
|    | Italia (bandiera) | C     | Luigi Bertolini  |
|    | Italia (bandiera) | C     | Mario Bruno      |
|    | Italia (bandiera) | C     | Giuseppe Gandini |
|    | Italia (bandiera) | C     | Nicola Papa (II) |

| N. |                     | Ruolo | Calciatore         |
| -- | ------------------- | ----- | ------------------ |
|    | Italia (bandiera)   | A     | Edoardo Avalle     |
|    | Italia (bandiera)   | A     | Elvio Banchero (I) |
|    | Italia (bandiera)   | A     | Renato Cattaneo    |
|    | Italia (bandiera)   | A     | Carlo Chierico     |
|    | Italia (bandiera)   | A     | Giovanni Ferrari   |
|    | Italia (bandiera)   | A     | Corrado Gariglio   |
|    | Ungheria (bandiera) | A     | Imre Koszta        |
|    | Italia (bandiera)   | A     | Libero Marchina    |
|    | Italia (bandiera)   | A     | Oreste Tosini      |

## Risultati

### Qualificazioni alla Divisione Nazionale
| Arbitro: | A. Gama (Milano) |

|                                                                |           |               |
| Avalle 12’ Tosini 41’ E. Banchero I 55’, 85’ Cattaneo 72’, 87’ | Marcatori | 26’ Gagliardi |

| Arbitro: | Turbiani (Ferrara) |

|                                 |           |             |
| Avalle 13’, 34’, 80’ Tosini 55’ | Marcatori | 40’ Bigogno |

| Arbitro: | A. Gama (Milano) |

|                          |           |                         |
| Cattaneo 85’ Tosini 106’ | Marcatori | 62’ Carrera 107’ Crotti |

| Arbitro: | A. Gama (Milano) |

|                                   |           |             |
| E. Banchero 50’ Cattaneo 63’, 66’ | Marcatori | 20’ Carrera |

### Divisione Nazionale

#### Girone B

##### Girone di andata
| Arbitro: | Minoli (Torino) |

|                                                         |           |  |
| Cattaneo 6’, 46’ Ferrari 78’ E. Banchero 87’ Kostza 90’ | Marcatori |  |

| Arbitro: | Turbiani (Ferrara) |

|                 |           |            |
| Puerari III 48’ | Marcatori | 85’ Kostza |

| Arbitro: | Garbieri (Genova) |

|                                                 |           |              |
| Ferrari 48’, 58’, 73’ Cattaneo 72’ Chierico 85’ | Marcatori | 82’ Muzzioli |

| Arbitro: | Osti (Ferrara) |

|                                          |           |                           |
| Veronese 7’ Vecchina 50’ (rig.) Mion 87’ | Marcatori | 23’ Cattaneo 44’ Chierico |

| Arbitro: | Lenti (Genova) |

|                   |           |                |
| Barzan 72’ (rig.) | Marcatori | 7’ E. Banchero |

| Arbitro: | Montessoro (Torino) |

|                                                        |           |              |
| Cattaneo 3’, 31’, 44’ Ferrari 17’ E. Banchero 61’, 87’ | Marcatori | 64’ Cambiaso |

| Alessandria 21 novembre 1926, ore 14:30 CET 7ª giornata | Alessandria     | 0 – 0 referto | Livorno | Campo degli Orti\| Arbitro: \| Trezzi (Milano) \| |
| Arbitro:                                                | Trezzi (Milano) |               |         |                                                   |

| Arbitro: | Bellandi (Milano) |

|              |           |                                   |
| Cattaneo 86’ | Marcatori | 55’, 74’ Baloncieri 64’ Libonatti |

| Arbitro: | Minoli (Torino) |

|             |           |  |
| Tansini 25’ | Marcatori |  |

##### Girone di ritorno
| Arbitro: | Turbiani (Ferrara) |

|              |           |                                |
| B. Poggi 12’ | Marcatori | 42’ (rig.) Viviano 79’ Ferrari |

| Arbitro: | Musso (Torino) |

|                                               |           |                 |
| Viviano 7’ (rig.) Ferrari 54’ E. Banchero 61’ | Marcatori | 69’ Canestrelli |

| Arbitro: | Caironi (Milano) |

|                      |           |  |
| Della Valle 54’, 58’ | Marcatori |  |

| Arbitro: | U.Gama (Milano) |

|                                                       |           |              |
| E. Banchero 7’, 9’, 48’ Ferrari 36’, 80’ Chierico 86’ | Marcatori | 20’ Veronese |

| Arbitro: | Giorgi (Milano) |

|                                  |           |              |
| Moretti 10’ Del Ponte 81’ (rig.) | Marcatori | 10’ Chierico |

| Arbitro: | Carraro (Padova) |

|                                       |           |               |
| Cattaneo 26’ Ferrari 30’ Chierico 89’ | Marcatori | 67’ Ostromann |

| Arbitro: | Dani (Genova) |

|              |           |                             |
| Palandri 27’ | Marcatori | 22’ Ferrari 47’ E. Banchero |

| Arbitro: | Barlassina (Novara) |

|                                 |           |                           |
| Baloncieri 5’ Libonatti 9’, 62’ | Marcatori | 47’ Cattaneo 73’ Chierico |

| Arbitro: | Mattea (Torino) |

|                           |           |             |
| Chierico 58’ Cattaneo 60’ | Marcatori | 90’ Tansini |

### Coppa CONI

#### Girone eliminatorio

##### Girone di andata
| Arbitro: | Mastellari (Bologna) |

|                |           |                                             |
| B. Frisoni 46’ | Marcatori | 5’, 9’ E. Banchero 10’ Ferrari 89’ Marchina |

| Arbitro: | Parodi (Genova) |

|              |           |                    |
| Jacoponi 72’ | Marcatori | 75’ (rig.) Viviano |

| Arbitro: | Sani (Ferrara) |

|                    |           |               |
| Viviano 85’ (rig.) | Marcatori | 86’ Silvestri |

| Arbitro: | Schiavina (Ferrara) |

|                                |           |                               |
| Mandosso 9’ Fontana 61’ (rig.) | Marcatori | 21’, 27’ Cattaneo 52’ Gandini |

| Arbitro: | Melandri (Cairo Montenotte) |

|                                                                                      |           |           |
| Ferrari 30’, 33’ E. Banchero 43’, 44’, 78’ Cattaneo 52’, 66’ Avalle 73’ Gariglio 75’ | Marcatori | 59’ Ghisi |

##### Girone di ritorno
| Arbitro: | Sguerso (Savona) |

|                                                                     |           |                                    |
| E. Banchero 25’, 32’, 85’ Bertolini 43’ Avalle 48’, 50’ Ferrari 77’ | Marcatori | 28’, 50’ Giuliani 49’ (aut.) Curti |

| Arbitro: | Vedda (Vercelli) |

|                                              |           |                       |
| Cattaneo 17’, 33’, 62’ Ferrari 23’, 36’, 73’ | Marcatori | 5’, 25’ Chini Ludueña |

| Arbitro: | Turra (Padova) |

|                                               |           |                                          |
| Paolini 32’ (rig.) Silvestri 38’ Magnozzi 89’ | Marcatori | 18’ Cattaneo 25’ Ferrari 77’ E. Banchero |

| Arbitro: | Casetta (Milano) |

|                                 |           |  |
| E. Banchero 5’, 12’ Ferrari 89’ | Marcatori |  |

| Arbitro: | Turriti (Firenze) |

|           |           |                              |
| Ghisi 12’ | Marcatori | 82’ Cattaneo 87’ E. Banchero |

#### Finali
| Arbitro: | Carraro (Padova) |

|               |           |                    |
| Buscaglia 70’ | Marcatori | 65’ (rig.) Viviano |

| Arbitro: | A.Gama (Milano) |

|                          |           |                      |
| Ferrari 19’ Cattaneo 22’ | Marcatori | 31’ (rig.) Caligaris |

### Coppa Italia

#### Secondo turno
| Alessandria 6 gennaio 1927                                            | Alessandria | 17 – 2 referto | AC Bologna | Campo degli Orti |
| \| \| \| \| \| Cattaneo Banchero I Ferrari Viviano \| Marcatori \| \| |             |                |            |                  |
|                                                                       |             |                |            |                  |
| Cattaneo Banchero I Ferrari Viviano                                   | Marcatori   | Gol · Gol      |            |                  |

#### Terzo turno
| Alessandria 27 febbraio 1927 | Alessandria | – n.d. referto | Bologna | Campo degli Orti |

## Statistiche

### Statistiche di squadra
| Competizione        | Punti | In casa | In casa | In casa | In casa | In casa | In casa | In trasferta | In trasferta | In trasferta | In trasferta | In trasferta | In trasferta | Totale | Totale | Totale | Totale | Totale | Totale | DR  |
| Competizione        | Punti | G       | V       | N       | P       | Gf      | Gs      | G            | V            | N            | P            | Gf           | Gs           | G      | V      | N      | P      | Gf     | Gs     | DR  |
| ------------------- | ----- | ------- | ------- | ------- | ------- | ------- | ------- | ------------ | ------------ | ------------ | ------------ | ------------ | ------------ | ------ | ------ | ------ | ------ | ------ | ------ | --- |
| Divisione Nazionale | 21    | 9       | 7       | 1       | 1       | 31      | 9       | 9            | 2            | 2            | 5            | 11           | 15           | 18     | 9      | 3      | 6      | 42     | 24     | +18 |
| Coppa CONI          |       | 6       | 5       | 1       | 0       | 28      | 8       | 6            | 3            | 3            | 0            | 14           | 9            | 12     | 8      | 4      | 0      | 42     | 17     | +25 |
| Coppa Italia        |       | 1       | 1       | 0       | 0       | 17      | 2       | -            | -            | -            | -            | -            | -            | 1      | 1      | 0      | 0      | 17     | 2      | +15 |
| Totale              | -     | 16      | 13      | 2       | 1       | 76      | 19      | 15           | 5            | 5            | 5            | 25           | 24           | 31     | 18     | 7      | 6      | 101    | 43     | +58 |

### Statistiche dei giocatori
| Giocatore       | Divisione Nazionale | Divisione Nazionale | Coppa CONI | Coppa CONI | Coppa Italia | Coppa Italia | Totale   | Totale |
| Giocatore       | Presenze            | Reti                | Presenze   | Reti       | Presenze     | Reti         | Presenze | Reti   |
| --------------- | ------------------- | ------------------- | ---------- | ---------- | ------------ | ------------ | -------- | ------ |
| E. Avalle       | 4                   | 0                   | 9          | 1          | 1            | 0            | 14       | 1      |
| E. Banchero (I) | 18                  | 9                   | 11         | 11         | 1            | 6            | 30       | 26     |
| L. Bertolini    | 2                   | 0                   | 11         | 0          | -            | -            | 13       | 0      |
| M. Bruno        | -                   | -                   | 1          | 0          | -            | -            | 1        | 0      |
| R. Cattaneo     | 15                  | 9                   | 12         | 13         | 1            | 8            | 28       | 30     |
| C. Chierico     | 17                  | 8                   | 9          | 1          | 1            | 0            | 27       | 9      |
| F. Costa        | 18                  | 0                   | 10         | 0          | 1            | 0            | 29       | 0      |
| M. Curti        | 15                  | -20                 | 8          | -14        | -            | -            | 23       | -34    |
| G. Ferrari      | 18                  | 11                  | 12         | 10         | 1            | 2            | 31       | 23     |
| G. Gandini      | 16                  | 0                   | 12         | 1          | 1            | 0            | 29       | 1      |
| C. Gariglio     | 1                   | 0                   | 3          | 1          | -            | -            | 4        | 1      |
| I. Koszta       | 18                  | 3                   | -          | -          | -            | -            | 18       | 3      |
| A. Lauro        | 17                  | 0                   | 11         | 0          | 1            | 0            | 29       | 0      |
| L. Marchina     | -                   | -                   | 3          | 1          | -            | -            | 3        | 1      |
| C. Morando      | 3                   | -4                  | 4          | -3         | 1            | -2           | 8        | -9     |
| N. Papa (II)    | 17                  | 0                   | 3          | 0          | 1            | 0            | 21       | 0      |
| O. Tosini       | -                   | -                   | 1          | 0          | -            | -            | 1        | 0      |
| A. Viviano      | 18                  | 2                   | 12         | 3          | 1            | 1            | 31       | 6      |